# 泰洛·羅傑斯
泰洛·艾倫·羅傑斯（英語：Taylor Allen Rogers，1990年12月17日—），為美國職棒大聯盟的投手，目前效力於芝加哥小熊。他先前曾效力過雙城、教士、巨人與紅人等隊，並在2021年入選明星賽。

## 職業生涯
2009年美國職棒大聯盟選秀，羅傑斯在第37輪被金鶯隊選走。不過他當時選擇繼續就讀大學，因此並未和球隊簽約。2012年，羅傑斯再度投身選秀，這次他在第11輪被雙城隊選走。

### 明尼蘇達雙城

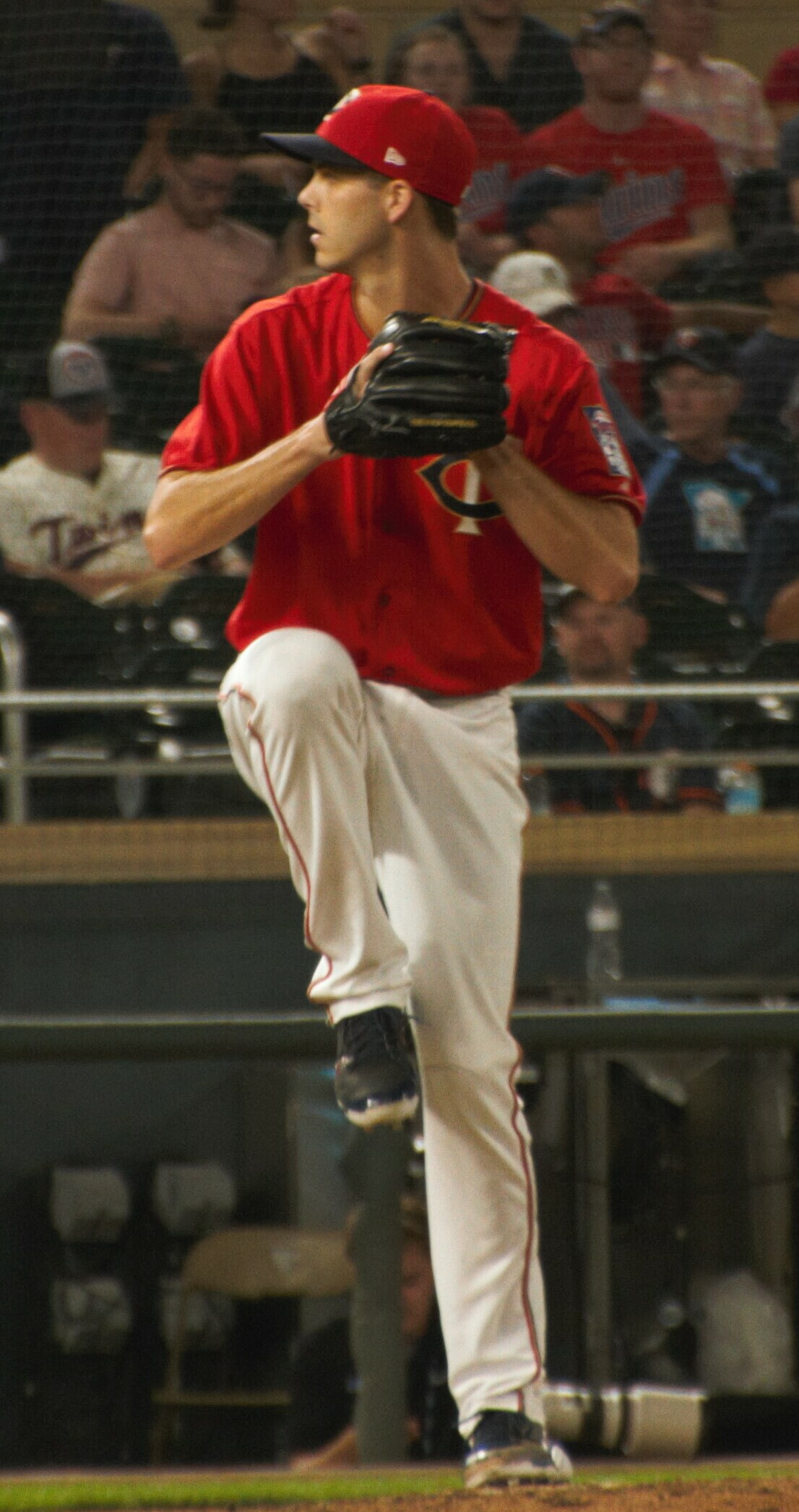
2018年的羅傑斯

2016年4月14日，羅傑斯登上大聯盟。整季他拿下3勝1敗，防禦率3.96。2017年，他在大聯盟拿下7勝3敗，防禦率3.07。隔年他出賽72場比賽，拿下1勝2敗。2019年，球隊將羅傑斯定為第八局上場的布局投手。之後他轉任球隊終結者，拿下30次救援成功，防禦率為2.61。2020年，羅傑斯拿下2勝4敗，防禦率4.05。
2021年7月12日，羅傑斯首度入選明星賽。

### 聖地牙哥教士
2022年4月7日，雙城將羅傑斯和布倫特·魯克交易到教士，換來克里斯·帕達克、艾米里歐·帕岡和一名日後指定球員。

### 密爾瓦基釀酒人
2022年8月1日，教士將羅傑斯、汀尼爾森·拉梅特、艾斯圖瑞·魯易茲和Robert Gasser交易到釀酒人，換來賈許·海德。這年他合計拿下4勝8敗，防禦率4.76。

### 舊金山巨人
2022年12月28日，羅傑斯與巨人簽下3年3300萬美元的合約。2023年，他拿下6勝4敗，防禦率3.83。2024年，他拿下1勝4敗，防禦率2.40。

### 辛辛那提紅人
2025年1月29日，巨人將羅傑斯交易到紅人，換來Braxton Roxby和現金。

### 芝加哥小熊
2025年7月30日，紅人將羅傑斯和Sammy Stafura交易到海盜，換來齊布萊恩·海耶斯。隔天，海盜將羅傑斯交易到小熊，換來Ivan Brethowr。

## 個人生活
羅傑斯有一個同為棒球投手的雙胞胎兄弟泰勒，目前他效力於紐約大都會。他們也是第10對一起登上大聯盟的雙胞胎兄弟檔。

## 外部連結
- 球員資訊和成績在MLB ，ESPN ，Retrosheet ，Baseball Reference ，Baseball Reference (Minors) ，Fangraphs （英文）
- 泰洛·羅傑斯的X（前Twitter）